# Волков, Николай Алексеевич
Волков Николай Алексеевич (4 декабря 1904, дер. Юнга, Козьмодемьянский уезд, Казанская губерния (ныне Моргаушский район, Республика Чувашия) — февраль 1942, близ дер. Наумовичи, Гродненский район, БССР) — герой Советско-финской войны, один из организаторов и руководителей партизанского движения в Гродно в период Великой Отечественной войны.

## Биография
В 1923 году окончил школу, после 3 года учился на Чувашском рабфаке.
В августе 1926 года переехал в Томск и поступил в Сибирский технологический институт, который окончил в 1931 году. После окончания института, работал инженером-строителем в управлении «Тагилкомбинатстрой» на различных объектах, в частности принял участие в строительстве Ново-Тагильского металлургического завода (ныне ОАО «Нижнетагильский металлургический комбинат им. Ленина»).
В 1932 году Н. А. Волков женился на уроженке Чебоксар В. В. Шапошниковой. В период с 1932 по 1939 годы семья проживала в Казани, где у пары родились дочь Нина (1935 г.р.) и сын Гера (1938 г.р.).
В 1939 году Николая Волкова призывают в Красную Армию и отправляют на фронт Советско-финской войны в должности командира сапёрного взвода 120 отдельного саперного батальона 86-й мотострелковой дивизии. В феврале 1940 года он отличился при организации переправ близ Юкколово (ныне Всеволжский район, Ленинградская область) и полуострова Койвисто (ныне Киперорт, Выборгский район, Ленинградская область), за что был награждён орденом Красной Звезды и назначен командиром роты.
Вследствие событий воссоединения Западной Беларуси с БССР и смещения государственной границы на запад. Весной 1940 года Н. Волков получает назначение на должность начальника управления строительства одного из участков фортификационных сооружений на новой границе СССР на Августовском канале в Гродненском районе БССР. Работал под руководством известного генерала Д. М. Карбышева.
В феврале 1941 года Волков перевез жену и детей из Казани в Гродно. Супруга, Варвара Васильевна устроилась работать в городскую больницу. Сам же Николай Алексеевич вскоре был переведен на строительство объектов в город Белосток (ныне Польша) и редко виделся с семьей. Однако 22 июня 1941, в день начала Великой Отечественной войны, он оказался в Гродно. Уже 23 июня 1941 года город был занят немецкими войсками, таким образом Волков не смог воссоединиться со своим воинским подразделением, однако отлично подходил на роль командира подпольной группы, так как являлся опытным кадровым офицером и при этом оккупационные власти и население не имели о нём информации.
В июле 1941 года Н. Волковым была создана подпольная группа из 12 человек. На первых этапах группа, воспользовавшись служебным положением жены Волкова, организовала хищение медикаментов из городской больницы и тайную переправку их в лагеря военнопленных. Позже группа осуществила удачные попытки хищения важной документации из штаба немецкой части и операцию по выводу из строя вражеской техники. Также была предпринята неудачная попытка переправки крупной партии оружия для бунта в лагере военнопленных.
С осени 1941 года Николай Волков начал формирование партизанского отряда. К январю 1942 года было собрано большое количество оружия и боеприпасов, а также завербовано более 20 человек. По причине ужесточения оккупационного режима в Гродно и опасений раскрытия личностей местных партизан, отряд планировал отправиться вести вооруженную борьбу в Барановичскую область. Однако эти планы не удалось осуществить. Н. В. Волков, его супруга В. В. Шапошникова вместе с еще 4 подпольщиками были арестованы и после продолжительных пыток расстреляны в начале февраля 1942 года.
Арестованные подпольщики не выдали других участников группы, благодаря чему партизанский отряд продолжил своё существование и в дальнейшем обрел известность, как «отряд Дяди Коли».

## Память
Имя Н. В. Волкова носят улица (на доме № 10 установлена мемориальная доска) и средняя школа № 35 в Гродно. В школьном музее один из разделов экспозиции посвящен подпольной «группе дяди Коли». С 2015 года Николай Волков внесён в Книгу Славы Гродно.